# Skovvangskolen
 For alternative betydninger, se Skovvangskolen (flertydig). (Se også artikler, som begynder med Skovvangskolen)
Skovvangskolen ligger i Århus. Skolen blev bygget tilbage i 1935, og stod færdig blot to år efter 2. april 1937. Den blev tegnet af Harald Salling-Mortensen og Alfred Mogensen, der i 1933 vandt konkurrencen om en ny folkeskole. Skolen har 36 klasselokaler og kan således med lethed rumme 1.600
"små århusianere", eller 900 "store århusianere". Derudover består skolen af et stort udendørs areal med blandt andet en fodboldbane. Skolen har en stor aula, hvor alle eleverne kan samles. Skolen er også i besiddelse af et stort tunnelsystem. Der skulle angiveligt være en tunnel, der forbinder skolen med Århus Kommunehospital.

## 2. Verdenskrig
Under 2. Verdenskrig spillede skolen en vigtig rolle for de tyske tropper. Tyskerne brugte skolens aula som en slags parkeringsplads for deres heste, mens tunnellen, der forbinder skolen med hospitalet, angiveligt skulle have redet mange tyske liv. Knagerækkerne som nogle steder stadig hænger på skolens vægge, skulle angiveligt også være brugt af tyskerne til at fæstne deres heste. 